# تعهد وجودی
یک تعهد وجودی، اشاره به رابطه ای بین زبان و اشیای مشخصی است که وجودشان توسط آن زبان مفروض شده‌اند. 'وجود'ی که به آن اشاره شد، لازم نیست 'واقعی' باشد، بلکه فقط در جهان سخن وجود دارد. به عنوان مثال سیستم‌های حقوقی از واژگانی استفاده می‌کنند که به «اشخاص حقوقی» اشاره می‌کنند که در واقع، موجودات اجتماعی دارای حقوق هستند. گفته می‌شود: دکترین حقوقی، دارای یک تعهد وجودی به اشیای غیر منفرد است. در سیستم‌های اطلاعاتی و هوش مصنوعی، که در آن یک آنتولوژی به واژگان خاص و مجموعه فرضیاتی صریح دربارهٔ معنا و کاربرد آن واژگان اشاره می‌کند، پس یک تعهد وجودی، توافقی‌ست جهت استفاده از واژگان مشترک در یک چارچوب سازگار و یکپارچه درون بافتی مشخص. در فلسفه یک «نظریه به لحاظ هستی‌شناختی متعهد است به یک شئ، اگر آن شئ در تمامی هستی‌شناختی‌های آن نظریه رخ دهد.»

## پیش‌زمینه
جمله «ناپلئون یکی از اجداد من است»، ظاهراً ما را تنها به وجود دو شخص (یعنی ناپلئون و سخنران) و یک خط اصل و نسبی بین آنها متعهد می‌کند. این واقعیت که هیچ شخص یا شئ دیگری ذکر نشده، به نظر «تعهدات» جمله را محدود می‌کند. اگرچه، معروف است که جملاتی از این نوع را نمی‌توان در مرتبه اول منطق که در آن متغیرهای منفرد به اشیای منفرد اشاره می‌کنند، تعبیر کرد. در عوض، آنها باید در شکلی مرتبه دوم بازتعبیر شوند. در زبان روزمره، چنین فرم‌های مرتبه دومی یا از جمع‌های دستوری یا از عباراتی چون «مجموعه ای از» یا «گروهی از» استفاده می‌کنند.
برای نمونه، این جمله شامل ناپلئون را می‌توان به عنوان «هر گروهی از مردم که شامل من و همچنین پدر و مادر هر فرد داخل گروه، باید شامل ناپلئون باشد»، که به راحتی به عنوان یک عبارت در منطق مرتبه دوم (می‌توان به طور طبیعی با اختصاص یک نام مانند G، به گروهی از مردم که تحت بررسی اند، شروع کرد) تعبیر می‌شود. به لحاظ صوری، فرم‌های اسم جمعی مانند «گروهی از مردم» توسط متغیرهای مرتبه دوم یا متغیرهای مرتبه اول اشاره کننده به مجموعهها (که اشیایی خوش‌تعریف در ریاضیات و منطق هستند) نمایش داده می‌شوند. از آنجا که این متغیرها بر اشیاء منفرد دلالت ندارند، به نظر می‌رسد ما «به لحاظ هستی شناختی متعهد» به اشیایی بغیر از اشیای منفرد هستیم؛ مانند مجموعه‌ها، کلاس‌ها و …

## تحلیل کواین
ویلارد ون اورمان کواین، تدوین اولیه و تأثیر گذاری از تعهد وجودی ارائه داد:
اگر کسی عبارتی را با استفاده از یک نام یا عبارت تکین (singular term)، یا یک عبارت اولیهٔ 'سور وجودی'، مانند «چنین و چنان چیزهایی وجود دارند»، تصدیق کند، آن شخص باید یا (۱) متعهد باشد به وجود چیزهایی که پاسخگوی عبارت تکین بوده یا توصیفات را برآورده کند، یا (۲) یک 'بازنویسی' (paraphrase) از عبارت را فراهم کند که از عبارات تکین و سورگیری روی چنین و چنان‌ها اجتناب کند.— Michael J. Loux & Dean W. Zimmerman، The Oxford Handbook of Metaphysics, p. 4
هدف استراتژی کواین این است که مشخص کند چگونه تعهد وجودی یک نظریه باید یافت شود. کواین معتقد بود که تنها عبارات متعهد کنندهٔ هستی‌شناختانه، متغیرهایی هستند که با یک سور مرتبه اول محدود شده‌اند، و عباراتی از زبان طبیعی که با استفاده از متغیرهای محدود شده توسط سورهای وجودی مرتبه اول، صوری سازی شده‌اند.
تلاشهایی برای تبیین این مطلب شده که محمولات نیز از نظر وجودی تعهدزا بوده و لذا جملات نهاد و گزاره ای، تعهدات وجودی اضافی را به اشیای انتزاعی مانند عامها، مجموعهها یا کلاسها حمل می‌کنند. پیشنهاد شده‌است که استفاده از نام‌های معنی دار در اظهارات غیروجودی مانند «پگاسوس وجود ندارد» با خود تعهدی وجودی به اشیایی خیالی مانند پگاسوس به ارمغان می‌آورد؛ معمایی که از آن بعنوان ریش افلاطون یاد می‌شود و با استفاده از سورها، از آن گریخته می‌شود.